# Смоленка (Башкортостан)
Смоленка (баш. Смоленка) — деревня в Кармаскалинском районе Республики Башкортостан Российской Федерации. Входит в состав Старобабичевского сельсовета. 

## География

### Географическое положение
Расстояние до:
- районного центра (Кармаскалы): 13 км,
- центра сельсовета (Старобабичево): 6 км,
- ближайшей ж/д станции (Карламан): 25 км.

## Население
| 2002 | 2009 | 2010 |
| ---- | ---- | ---- |
| 11   | ↘7   | ↗8   |

Национальный состав
Согласно переписи 2002 года, преобладающая национальность — русские (100 %).